# Lisa Linnertorp
Lisa Johanna Linnertorp, född 13 december 1978, är en svensk skådespelare. Hon är äldre syster till skådespelarna Karl Linnertorp och Ida Linnertorp. Hon har varit gift med skådespelaren Martin Wallström. 
Lisa Linnertorp tog examen vid Teaterhögskolan 2008 och har sedan dess medverkat i en rad teater-, TV- och filmproduktioner.

## Filmografi
- 2005 – En decemberdröm (TV-serie)
- 2009 – 183 dagar (TV-serie)
- 2009 – Oskyldigt dömd (TV-serie)
- 2009 – Stenhuggaren
- 2010 – Pythagoras sats
- 2010 – Solsidan (TV-serie)
- 2011 – Getingdans
- 2011 – Här slutar Sverige
- 2012 – Hinsehäxan (TV-serie)
- 2012 – Kontoret (TV-serie)
- 2012 – Torka aldrig tårar utan handskar (TV-serie)
- 2013 – Fjällbackamorden (TV-serie)
- 2013 – Familjen Holstein-Gottorp (TV-serie)
- 2013 – Wallander – Sorgfågeln
- 2015 – Arne Dahl: En midsommarnattsdröm (TV-serie)
- 2016 – Syrror (TV-serie)
- 2017 – Vår tid är nu (TV-serie)
- 2018 – Bron (TV-serie)
- 2018 – Sthlm Rekviem (TV-serie)
- 2019 – Hidden – Förstfödd (TV-serie)
- 2025 – Där solen alltid skiner (TV-serie)